# Brekkens kommun
Brekkens kommun (norska: Brekken kommune) var en kommun i Sør-Trøndelag fylke i Norge. Kommunen omfattade den nordöstra delen av nuvarande Røros kommun och gränsade till Jämtlands län i Sverige i öster. Byn Brekken utgjorde kommunens centralort.

## Administrativ historik
Brekkens kommun upprättades 1926 genom utbrytning ur Røros kommun. Kommunen hade 1 098 invånare vid upprättandet.
Den 1 januari 1964 gick kommunen åter upp i Røros kommun. Kommunens hade då 964 invånare.